# Jacques Pycke
Pour les articles homonymes, voir Pycke.
Jacques Pycke (né le 18 mars 1947) est un historien médiéviste belge et professeur émérite de l'Université catholique de Louvain. Il est également archiviste de la cathédrale Notre-Dame de Tournai. À l'Université catholique de Louvain, il a été un élève de Léopold Genicot, sous la direction de qui il a réalisé son mémoire de licence (1969) et sa thèse de doctorat en histoire (1976).